# Żarki
Pour les articles homonymes, voir Żarki (homonymie).
Żarki est une ville de la voïvodie de Silésie et du powiat de Myszków. Elle est le siège de la gmina de Żarki ; elle s'étend sur 25,68 km2 et comptait 4 363 habitants en 2008.